# Nola (subprefektur)
Nola är en subprefektur i Centralafrikanska republiken.   Den ligger i prefekturen Préfecture de la Sangha-Mbaéré, i den sydvästra delen av landet, 290 km väster om huvudstaden Bangui. Antalet invånare är 41 462.
Följande samhällen finns i Nola:
- Nola

I omgivningarna runt Nola växer i huvudsak städsegrön lövskog. Runt Nola är det mycket glesbefolkat, med 6 invånare per kvadratkilometer.